# Elezioni presidenziali in Croazia del 1992
Le elezioni presidenziali in Croazia del 1992 si tennero il 2 agosto; videro la vittoria del presidente uscente Franjo Tuđman, leader dell'Unione Democratica Croata.
Si trattò delle prime elezioni dirette per la scelta del capo dello Stato. Gli osservatori internazionali rilevarono diversi problemi, tra cui difficoltà di accesso dell'opposizione ai media statali, la data delle elezioni e l'imparzialità dei funzionari. In particolare, tra l'annuncio delle elezioni e la data del loro svolgimento intercorse un periodo di tempo ritenuto "insolitamente breve", circostanza che pose per i partiti di opposizione varie difficoltà organizzative; l'HDZ, inoltre, aveva ritardato l'approvazione della legge elettorale.

## Risultati
| Candidati            | Partiti                              | Voti      | %     |
| -------------------- | ------------------------------------ | --------- | ----- |
| Franjo Tuđman        | Unione Democratica Croata            | 1 519 100 | 56,73 |
| Dražen Budiša        | Partito Social-Liberale Croato       | 585 535   | 21,87 |
| Savka Dabčević-Kučar | Partito Popolare Croato              | 161 242   | 6,02  |
| Dobroslav Paraga     | Partito Croato dei Diritti           | 144 695   | 5,40  |
| Silvije Degen        | Partito Socialista di Croazia        | 108 979   | 4,07  |
| Marko Veselica       | Partito Democratico Croato           | 45 593    | 1,70  |
| Ivan Cesar           | Partito Democratico Cristiano Croato | 43 134    | 1,61  |
| Antun Vujić          | Socialdemocratici di Croazia         | 18 783    | 0,70  |
| Totale               | Totale                               | 2 677 764 | 100   |